# Lowell (cratera marciana)
A cratera Lowell é uma cratera de impacto em Aonia Terra, Marte. A cratera Lowell é de certa forma especial pois ela possui um anel em seu leito que dá à cratera uma aparência de olho de boi. Ela é especial também por ter recebido o nome Percival Lowell, que construiu o Observatório Lowell em Flagstaff, Arizona em 1894.  Ele utilizou este observatório para descobrir mais de 500 canais em Marte. Quando as imagens foram recebidas de sondas espaciais, descobriu-se que estes canais eram ilusões. Todavia, Lowell promoveu a ideia de que eles foram construídos por uma raça inteligente. Grande parte do interesse posterior em Marte resulta dos esforços de Percival Lowell.